# Sander Arends
Sander Arends (Leeuwarden, 9 agosto 1991) è un tennista olandese.
Specialista del doppio, ha vinto cinque tornei del circuito maggiore e diversi altri nei circuiti minori, il suo miglior piazzamento nel ranking ATP è il 23º posto raggiunto nel luglio 2025. In singolare non ha ottenuto risultati di rilievo e dal 2015 ha giocato quasi esclusivamente in doppio.

## Carriera

### 2012-2014, inizi tra i professionisti, primi titoli ITF
Nel 2012, anno di debutto nel tennis professionistico, raggiunge la sua prima finale Futures al torneo Netherlands F7 e viene sconfitto in coppia con Elroy Middendorp. Nel 2013 non va oltre le due semifinali disputate nei Futures e il 22 giugno 2014 vince il suo primo titolo Futures in coppia con Niels Lootsma, superando nella finale del Netherlands F2 Jordi Munoz-Abreu e Mark Vervoort con il punteggio di 6-0, 3-6, [10-7]. Nel prosieguo della stagione disputa altre cinque finali futures in doppio e vince quella al Netherlands F4. A luglio fa il suo esordio in un Challenger a Scheveningen raggiungendo i quarti di finale.

### 2015, primo titolo Challenger e 140ª posizione mondiale
Nel 2015 continua a raccogliere successi nel circuito Futures e a settembre entra per la prima volta nella top 200 della classifica mondiale. Dopo aver vinto in carriera 10 titoli Futures, il 15 novembre vince il suo primo titolo Challenger a Mouilleron-le-Captif, in coppia con il polacco Adam Majchrowicz supera in finale Aljaksandr Bury e Andreas Siljeström col punteggio di 6-3, 5-7, [10-8]. Chiude la stagione vincendo il suo undicesimo e ultimo titolo Futures al Czech Republic F7 e con il nuovo miglior ranking alla 140ª posizione

### 2016, prima semifinale ATP, tre titoli Challenger e 104º nel ranking
Il 2016 è un anno di svolta per Arends, a inizio stagione abbandona i tornei Futures e dirada i suoi impegni in singolare, specialità in cui non ha mai superato il 1057º posto mondiale. Quell'anno disputa cinque finali Challenger e vince quelle di Ostrava e al prestigioso torneo di Heilbronn con Tristan-Samuel Weissborn, e quella di Brest con Mateusz Kowalczyk. A giugno disputa le sue prime qualificazioni in una prova del Grande Slam con Weissborn al torneo di Wimbledon ed escono di scena al primo incontro. Il mese successivo, ancora con Weissborn, debutta nel circuito maggiore a Gstaad, raggiungono la semifinale e vengono sconfitti da Julio Peralta / Horacio Zeballos per 9-11 nel set decisivo. A ottobre sale al 104º posto mondiale.

### 2017, prima finale ATP, cinque titoli Challenger e top 100
Nel 2017 inizia la stagione a giugno ripartendo dal 179º posto mondiale. Esordisce nel tabellone principale a Wimbledon con il taiwanese Peng Hsien-yin come lucky loser e vengono eliminati in cinque set al primo turno da Andreas Siljeström / Johan Brunström, che già li avevano battuti nelle qualificazioni. Il 23 luglio disputa a Båstad la sua prima finale ATP e in coppia con Matwé Middelkoop viene sconfitto da Julian Knowle / Philipp Petzschner con il punteggio di 2-6, 6-3, [7-10]. In coppia con Robin Haase viene nuovamente eliminato in semifinale all'ATP di Gstaad. A partire da settembre torna protagonista nei Challenger con sette finali disputate e i titoli vinti a Como, Ortisei e Brest con Antonio Šančić, a Eckental con Roman Jebavý e a Brescia con Sander Gillé. Alla fine del 2017 si trova alla 99ª posizione, nuovo miglior ranking.

### 2018, una finale ATP, secondo turno a Wimbledon e 55º nel ranking
Nella prima parte della stagione raggiunge con Šančić due finali Challenger e una semifinale ATP e continua l'ascesa in classifica. In primavera vince i Challenger di Saint-Brieuc con Weissborn e di Braga con Adil Shamasdin. Accede per la prima volta a un tabellone dello Slam senza passare per le qualificazioni al Roland Garros e con Shamasdin viene eliminato al primo turno. Gioca i tornei sull'erba con Matwé Middelkoop e raggiungono la finale all'ATP di Adalia, persa contro Marcelo Demoliner / Santiago González per 8-10 al terzo set. Con Middelkoop vince il suo primo incontro in una prova del Grande Slam al torneo di Wimbledon, escono di scena al secondo turno e il 16 luglio Arends porta il miglior ranking al 55º posto mondiale. Scende subito in classifica con sei sconfitte al primo turno nei tornei successivi - tra cui quella al suo esordio agli US Open - e a novembre si trova al 96º posto.

### 2019-2020, due semifinali ATP
Nella parte iniziale del 2019 raggiunge con Weissborn quattro finali Challenger e vincono quelle di Rennes e Nanchang. Esce dalla top 100 dopo le eliminazioni al primo turno assieme a Middelkoop ad Adalia e a Wimbledon. Ha quindi inizio il sodalizio con David Pel - che si protrarrà per diversi anni - e subito rientra nella top 100. Nel giro di pochi mesi raggiungono la semifinale all'ATP di Metz e vincono i Challenger di Tampere, Segovia e Manacor. Nello stesso periodo perde altre quattro finali Challenger, tre delle quali con Pel, e a novembre risale al 68º posto mondiale. Nel 2020 fa assieme a Ričardas Berankis il suo esordio in carriera agli Australian Open ed escono al primo turno, mentre con Pel si impone al Challenger di Coblenza. Dopo la lunga pausa per la pandemia di COVID-19, vince assieme a Pel il Challenger Prague Open II e raggiungono la semifinale all'ATP di Anversa.

### 2021-2022, primo titolo e un'altra finale ATP, infortunio e risalita
Il primo risultato di rilievo del 2021 è la finale ATP raggiunta in marzo con Pel a Marsiglia, persa contro Lloyd Glasspool / Harri Heliövaara per 5-7, 6-7. Nei tre mesi successivi gioca con altri partner senza andare oltra una finale Challenger e il secondo turno a Wimbledon. Torna a giocare con Pel e il 18 luglio vincono a Båstad il loro primo titolo ATP in carriera superando in finale Andre Begemann / Albano Olivetti con il punteggio di 6-4, 6-2. Qualche giorno dopo si rompe un mignolo durante il match di primo turno all'ATP di Gstaad ed è costretto a chiudere la stagione con largo anticipo. Fa il suo rientro nel 2022 a gennaio inoltrato e dopo aver perso con Pel le prime due finali Challenger stagionali esce dalla top 100. Dopo le vittorie nei Challenger di Saint-Brieuc e Mauthausen, in estate Arends si ferma per altri due mesi e ad agosto scende alla 144ª posizione. A ottobre vincono il Challenger di Mouilleron-le-Captif e arrivano in semifinale all'ATP di Anversa.

### 2023-2024, secondo titolo ATP
Rientra nella top 100 vincendo con Pel all'esordio stagionale del 2023 il Challenger Oeiras Indoors II e raggiungono poi la semifinale all'ATP di Montpellier. Delle tre altre finali Challenger giocate nel prosieguo della stagione vincono quella di Rennes, mentre nel circuito maggiore disputano un'altra semifinale a Umago. Nel corso del 2023 Arends rimane nelle posizioni a cavallo del 100º posto e verso fine anno inizia a giocare con altri partner. Nei primi mesi del 2024 vince con Sem Verbeek i Challenger di Coblenza, Tenerife III e Lugano, mentre in coppia con Matwé Middelkoop perde in semifinale all'ATP di Bucarest. Nel periodo successivo raggiunge nel circuito ATP le semifinali anche a Gstaad e a Umago, mentre nei Challenger si impone con Robin Haase al Braunschweig Open, con Luke Johnson ai Challenger 125 del Porto Open e del Saint-Tropez Open e con Grégoire Jacq all'Open de Rennes.
Successivamente gioca con Johnson i tornei 250 di Anversa e Metz, raggiungono le semifinali nel primo e trionfano a Metz con il successo su Pierre-Hugues Herbert / Albano Olivetti per 6-4, 3-6, [10-3], Arends vince così il suo secondo torneo della carriera nel circuito maggiore.

### 2025, tre titoli ATP, quarti di finale al Roland Garros e 23º nel ranking
Continua a giocare con Johnson nel 2025 e all'esordio stagionale vincono l'ATP 250 dell'Hong Kong Open superando in finale Karen Chačanov / Andrej Rublëv per 7-5, 4-6, [10-7]. Con questo successo Arends ritocca il proprio miglior ranking dopo oltre sei anni portandosi al 52º posto. Continuano l'ascesa raggiungendo il secondo turno agli Australian Open e la semifinale all'Open Sud de France e Arends sale al 48º posto mondiale. Tornano a vincere un Challenger ad aprile al Monza Open. La settimana successiva si aggiudicano il prestigioso Barcelona Open, primo titolo per entrambi in un torneo ATP 500, con la vittoria in finale su Joe Salisbury / Neal Skupski per 6-3, 6-7, [10-6], a fine torneo Arends si trova al 41º posto mondiale e sale al 40º dopo la semifinale persa al successivo Open du Pays d'Aix.
Salgono ancora in classifica con i quarti di finale raggiunti sia all'Hamburg European Open che soprattutto al Roland Garros, i primi in una prova del Grande Slam. Si spinge fino ai quarti anche al Rosmalen Open in coppia con Gregoire Jacq e non prende parte a Wimbledon. Vince il terzo titolo stagionale allo Swedish Open in coppia con Guido Andreozzi con il successo al terzo set in finale contro Adam Pavlásek / Jan Zieliński, risultato con cui porta il miglior ranking alla 23ª posizione mondiale.

## Statistiche
Aggiornate al 21 luglio 2025.

### Doppio

#### Vittorie (5)
| Legenda doppio       |
| Grande Slam (0)      |
| ATP Finals (0)       |
| ATP Masters 1000 (0) |
| ATP Tour 500 (1)     |
| ATP Tour 250 (4)     |

| N. | Data            | Torneo                     | Superficie  | Compagno        | Avversari in finale                   | Punteggio           |
| 1. | 18 luglio 2021  | Swedish Open, Båstad       | Terra rossa | David Pel       | Andre Begemann Albano Olivetti        | 6-4, 6-2            |
| 2. | 9 novembre 2024 | Moselle Open, Metz         | Cemento (i) | Luke Johnson    | Pierre-Hugues Herbert Albano Olivetti | 6-4, 3-6, [10-3]    |
| 3. | 5 gennaio 2025  | Hong Kong Open, Hong Kong  | Cemento     | Luke Johnson    | Karen Chačanov Andrej Rublëv          | 7-5, 4-6, [10-7]    |
| 4. | 20 aprile 2025  | Barcelona Open, Barcellona | Terra rossa | Luke Johnson    | Joe Salisbury Neal Skupski            | 6-3, 6(1)-7, [10-6] |
| 5. | 20 luglio 2025  | Swedish Open, Båstad       | Terra rossa | Guido Andreozzi | Adam Pavlásek Jan Zieliński           | 6(4)-7, 7-5, [10-6] |

#### Finali perse (3)
| Legenda doppio       |
| Grande Slam (0)      |
| ATP Finals (0)       |
| ATP Masters 1000 (0) |
| ATP Tour 500 (0)     |
| ATP Tour 250 (3)     |

| N. | Data           | Torneo               | Superficie  | Compagno         | Avversari in finale                 | Punteggio           |
| 1. | 23 luglio 2017 | Swedish Open, Båstad | Terra rossa | Matwé Middelkoop | Julian Knowle Philipp Petzschner    | 2-6, 6-3, [7-10]    |
| 2. | 30 giugno 2018 | Antalya Open, Adalia | Erba        | Matwé Middelkoop | Marcelo Demoliner Santiago González | 5-4, 7-6(6), [8-10] |
| 3. | 14 marzo 2021  | Open 13, Marsiglia   | Cemento     | David Pel        | Lloyd Glasspool Harri Heliövaara    | 5-7, 6(4)-7         |

### Tornei minori

#### Doppio

##### Vittorie (42)
| Legenda tornei minori |
| Challengers (31)      |
| Futures (11)          |

| N.  | Data              | Torneo                                         | Superficie      | Compagno                 | Avversari in finale                       | Punteggio              |
| 1.  | 22 giugno 2014    | Netherlands F2, Alkmaar                        | Terra rossa     | Niels Lootsma            | Jordi Muñoz Abreu Mark Vervoort           | 6-0, 3-6, [10-7]       |
| 2.  | 6 luglio 2014     | Netherlands F4, Middelburg                     | Terra rossa     | Niels Lootsma            | Jelle Sels Vincent Van den Honert         | 6-4, 6-2               |
| 3.  | 25 gennaio 2015   | Germany F3, Kaarst                             | Sintetico (i)   | Adam Majchrowicz         | Wesley Koolhof Matwé Middelkoop           | 6-3, 6-4               |
| 4.  | 1 febbraio 2015   | Germany F4, Nußloch                            | Sintetico (i)   | Adam Majchrowicz         | Denis Kapric Lukas Ruepke                 | 6-4, 3-6, [10-5]       |
| 5.  | 1 marzo 2015      | Italy F2, Trento                               | Sintetico (i)   | Niels Lootsma            | Sam Barry Viktor Galović                  | 7-6(2), 6-3            |
| 6.  | 2 agosto 2015     | Belgium F8, Middelkerke                        | Cemento         | Ariel Behar              | Sander Gillé Joran Vliegen                | 6(1)-7, 6-4, [10-7]    |
| 7.  | 20 settembre 2015 | France F18, Mulhouse                           | Cemento (i)     | Adam Majchrowicz         | Moritz Baumann Yannick Hanfmann           | Walkover               |
| 8.  | 27 settembre 2015 | France F19, Plaisir                            | Cemento (i)     | Adam Majchrowicz         | Evan King Anderson Reed                   | 6-4, 6-4               |
| 9.  | 11 ottobre 2015   | France F21, Nevers                             | Cemento (i)     | Niels Lootsma            | Jonathan Eysseric Tom Jomby               | 6-4, 7-5               |
| 10. | 18 ottobre 2015   | France F22, Saint-Dizier                       | Cemento (i)     | Niels Lootsma            | Ronan Joncour Gonçalo Oliveira            | 7-5, 7-6(8)            |
| 11. | 15 novembre 2015  | Internationaux de Vendée, Mouilleron-le-Captif | Cemento (i)     | Adam Majchrowicz         | Aljaksandr Bury Andreas Siljeström        | 6-3, 5-7, [10-8]       |
| 12. | 29 novembre 2015  | Czech Republic F7, Jablonec nad Nisou          | Sintetico (i)   | Adam Majchrowicz         | Niels Desein Libor Salaba                 | 6-3, 6-4               |
| 13. | 1º maggio 2016    | Ostrava Open, Ostrava                          | Terra rossa     | Tristan-Samuel Weissborn | Lukáš Dlouhý Hans Podlipnik-Castillo      | 7-6(8), 6(4)-7, [10-5] |
| 14. | 15 maggio 2016    | Heilbronner Neckarcup, Heilbronn               | Terra rossa     | Tristan-Samuel Weissborn | Nikola Mektić Antonio Šančić              | 6-3, 6-4               |
| 15. | 23 ottobre 2016   | Brest Challenger, Brest (1)                    | Cemento (i)     | Mateusz Kowalczyk        | Marco Chiudinelli Luca Vanni              | 6(2)-7, 6-3, [10-5]    |
| 16. | 3 settembre 2017  | Città di Como Challenger, Como                 | Terra rossa     | Antonio Šančić           | Aljaksandr Bury Kevin Krawietz            | 7-6(1), 6-2            |
| 17. | 15 ottobre 2017   | Internazionali Val Gardena Südtirol, Ortisei   | Cemento (i)     | Antonio Šančić           | Jeremy Jahn Edan Leshem                   | 6-2, 5-7, [13-11]      |
| 18. | 29 ottobre 2017   | Brest Challenger, Brest (2)                    | Cemento (i)     | Antonio Šančić           | Scott Clayto Divij Sharan                 | 6-4, 7-5               |
| 19. | 5 novembre 2017   | Challenger Eckental, Eckental                  | Sintetico (i)   | Roman Jebavý             | Ken Skupski Neal Skupski                  | 6-2, 6-4               |
| 20. | 19 novembre 2017  | Internazionali Città di Brescia, Brescia       | Sintetico (i)   | Sander Gillé             | Luca Margaroli Tristan-Samuel Weissborn   | 6-2, 6-3               |
| 21. | 1º aprile 2018    | Saint-Brieuc Challenger, Saint-Brieuc          | Cemento (i)     | Tristan-Samuel Weissborn | Luke Bambridge Joe Salisbury              | 4-6, 6-1, [10-7]       |
| 22. | 13 maggio 2018    | Braga Open, Braga                              | Terra rossa     | Adil Shamasdin           | Ariel Behar Miguel Ángel Reyes Varela     | 6-2, 6-1               |
| 23. | 27 gennaio 2019   | Open de Rennes, Rennes                         | Cemento (i)     | Tristan-Samuel Weissborn | David Pel Antonio Šančić                  | 6-4, 6-4               |
| 24. | 28 aprile 2019    | Challenger International Nanchang, Nanchang    | Terra rossa (i) | Tristan-Samuel Weissborn | Alex Bolt Akira Santillan                 | 6-2, 6-4               |
| 25. | 27 luglio 2019    | Tampere Open, Tampere                          | Cemento (i)     | David Pel                | Ivan Nedelko Alexander Zhurbin            | 6-0, 6-2               |
| 26. | 3 agosto 2019     | Open Castilla y León, Segovia                  | Cemento (i)     | David Pel                | Osvaldo Luz Felipe Meligeni Alves         | 6-4, 7-6(3)            |
| 27. | 31 agosto 2019    | Rafa Nadal Open, Manacor                       | Cemento         | David Pel                | Karol Drzewiecki Szymon Walków            | 7-5, 6-4               |
| 28. | 23 febbraio 2020  | Koblenz Open, Coblenza                         | Cemento (i)     | David Pel                | Julian Lenz Yannick Maden                 | 7-6(4), 7-6(3)         |
| 29. | 30 agosto 2020    | Prague Open II, Praga                          | Terra rossa     | David Pel                | André Göransson Gonçalo Oliveira          | 7-5, 7-6(5)            |
| 30. | 2 aprile 2022     | Saint-Brieuc Challenger, Saint-Brieuc          | Cemento (i)     | David Pel                | Jonathan Eysseric Robin Haase             | 6-3, 6-3               |
| 31. | 7 maggio 2022     | Danube Upper Austria Open, Mauthausen          | Terra rossa     | David Pel                | Johannes Haerteis Benjamin Hassan         | 6-4, 6-3               |
| 32. | 8 ottobre 2022    | Internationaux de Vendée, Mouilleron-le-Captif | Cemento (i)     | David Pel                | Purav Raja Divij Sharan                   | 6(1)-7, 7-6(6), [10-6] |
| 33. | 14 gennaio 2023   | Oeiras Indoors II, Oeiras                      | Cemento (i)     | David Pel                | Patrik Niklas-Salminen Bart Stevens       | 6-3, 7-6(3)            |
| 34. | 16 settembre 2023 | Open de Rennes, Rennes                         | Cemento (i)     | David Pel                | Antoine_Escoffier Niki Kaliyanda Poonacha | 6-3, 6-2               |
| 35. | 3 febbraio 2024   | Koblenz Open, Coblenza                         | Cemento (i)     | Sem Verbeek              | Jakob Schnaitter Mark Wallner             | 6-4, 6-2               |
| 36. | 2 marzo 2024      | Tenerife Challenger III, Tenerife              | Cemento         | Sem Verbeek              | Sergio Martos Gornés Marco Bortolotti     | 6-4, 6-4               |
| 37. | 9 marzo 2024      | Challenger Lugano, Lugano                      | Cemento (i)     | Sem Verbeek              | Hendrik Jebens Constantin Frantzen        | 6(9)-7, 7-6(1), [10-8] |
| 38. | 13 luglio 2024    | Braunschweig Open, Braunschweig                | Terra rossa     | Robin Haase              | Sriram Balaji Gonzalo Escobar             | 4-6, 6-4, [10-8]       |
| 39. | 4 agosto 2024     | Porto Open, Porto                              | Cemento         | Luke Johnson             | Ramkumar Ramanathan Joshua Paris          | 6-3, 6-2               |
| 40. | 15 settembre 2024 | Open de Rennes, Rennes                         | Cemento (i)     | Grégoire Jacq            | Antoine Escoffier Joshua Paris            | 6-4, 6-2               |
| 41. | 22 settembre 2024 | Saint-Tropez Open, Saint-Tropez                | Cemento         | Luke Johnson             | André Göransson Sem Verbeek               | 3-6, 6-3, [10-4]       |
| 42. | 12 aprile 2025    | Monza Open, Monza                              | Terra rossa     | Luke Johnson             | Filippo Romano Jacopo Vasamì              | 6-1, 6-1               |

##### Finali perse (29)
| Legenda tornei minori |
| Challengers (21)      |
| Futures (8)           |

| N.  | Data             | Torneo                                         | Superficie    | Compagno                 | Avversari in finale                     | Punteggio              |
| 1.  | 9 settembre 2012 | Netherlands F7, Wierden                        | Terra rossa   | Elroy Middendorp         | Victor Baluda Yannick Ebbinghaus        | 3-6, 2-6               |
| 2.  | 3 agosto 2014    | Denmark F2, Copenaghen                         | Terra rossa   | Niels Lootsma            | Isak Arvidsson Thomas Kromann           | 5-7, 6(2)-7            |
| 3.  | 12 ottobre 2014  | France F22, Saint-Dizier                       | Cemento (i)   | Niels Lootsma            | Remi Boutillier Elie Rousset            | 2-6, 6-4, [3-10]       |
| 4.  | 9 novembre 2014  | Norway F2, Oslo                                | Cemento (i)   | Darren Walsh             | Ivan Sabanov Matej Sabanov              | 6-4, 3-6, [4-10]       |
| 5.  | 21 dicembre 2014 | Qatar F6, Doha                                 | Cemento       | Richard Gabb             | Adam Chadaj Adam Majchrowicz            | 6(4)-7, 6-4, [4-10]    |
| 6.  | 22 febbraio 2015 | Italy F1, Sondrio                              | Cemento (i)   | Niels Lootsma            | Francesco Borgo Laurynas Grigelis       | 2-6, 6-3, [7-10]       |
| 7.  | 12 luglio 2015   | Netherlands F4, Amstelveen                     | Terra rossa   | Niels Lootsma            | Deiton Baughman Eduardo Dischinger      | 6-2, 2-6, [6-10]       |
| 8.  | 19 luglio 2015   | Germany F7, Kassel                             | Terra rossa   | Adam Hubble              | Alexandar Lazov Karim-Mohamed Maamoun   | 2-6, 7-5, [8-10]       |
| 9.  | 7 maggio 2016    | Garden Open, Roma                              | Terra rossa   | Tristan-Samuel Weissborn | Bai Yan Li Zhe                          | 3-6, 6-3, [9-11]       |
| 10  | 9 ottobre 2016   | Mons Challenger, Mons                          | Cemento (i)   | Wesley Koolhof           | Julian Knowle Jürgen Melzer             | 6(4)-7, 6(4)-7         |
| 11. | 12 novembre 2017 | Slovak Open, Bratislava                        | Cemento (i)   | Roman Jebavý             | Ken Skupski Neal Skupski                | 7-5, 3-6, [8-10]       |
| 12. | 26 novembre 2017 | Internazionali Castel del Monte, Andria        | Sintetico (i) | Sander Gillé             | Lorenzo Sonego Andrea Vavassori         | 6-3, 3-6, [10-7]       |
| 13. | 21 gennaio 2018  | Koblenz Open, Coblenza                         | Cemento (i)   | Antonio Šančić           | Romain Arneodo Tristan-Samuel Weissborn | 7-6(4), 5-7, [6-10]    |
| 14. | 28 gennaio 2018  | Open de Rennes, Rennes                         | Cemento (i)   | Antonio Šančić           | Sander Gillé Joran Vliegen              | 3-6, 7-6(1), [7-10]    |
| 15. | 3 marzo 2019     | Open Pau-Pyrénées, Pau                         | Cemento (i)   | Tristan-Samuel Weissborn | Scott Clayton Adil Shamasdin            | 6(4)-7, 7-5, [8-10]    |
| 16. | 14 aprile 2019   | Santaizi ATP Challenger, Taipei                | Cemento (i)   | Tristan-Samuel Weissborn | Sriram Balaji Jonathan Erlich           | 3-6, 2-6               |
| 17. | 7 settembre 2019 | Cassis Open Provence, Cassis                   | Cemento       | David Pel                | André Göransson Sem Verbeek             | 6(6)-7, 6-4, [9-11]    |
| 18. | 12 ottobre 2019  | Internationaux de Vendée, Mouilleron-le-Captif | Cemento       | David Pel                | Ken Skupski Jonny O'Mara                | 1-6, 4-6               |
| 19. | 3 novembre 2019  | Challenger Eckental, Eckental                  | Cemento (i)   | Roman Jebavý             | Ken Skupski John-Patrick Smith          | 6(2)-7, 4-6            |
| 20. | 17 novembre 2019 | Internazionali Val Gardena Südtirol, Ortisei   | Cemento (i)   | David Pel                | Nikola Ćaćić Antonio Šančić             | 7-6(5), 6(3)-7, [7-10] |
| 21. | 12 giugno 2021   | Bratislava Open, Bratislava                    | Terra rossa   | Luis David Martínez      | Denys Molčanov Oleksandr Nedovjesov     | 6(5)-7, 1-6            |
| 22. | 29 gennaio 2022  | Open Quimper Bretagne Occidentale, Quimper     | Cemento (i)   | David Pel                | Albano Olivetti David Vega Hernández    | 6-3, 4-6, [8-10]       |
| 23. | 5 marzo 2022     | Torino Challenger, Torino                      | Cemento (i)   | David Pel                | Ruben Bemelmans Daniel Masur            | 6-3, 3-6, [8-10]       |
| 24. | 11 giugno 2022   | Open de Lyon, Lione                            | Terra rossa   | David Pel                | Romain Arneodo Jonathan Eysseric        | 5-7, 6-4, [4-10]       |
| 25. | 14 maggio 2023   | Internazionali d'Abruzzo, Francavilla al Mare  | Terra rossa   | Petros Tsitsipas         | Nicolás Barrientos Ariel Behar          | 6(1)-7, 6-3, [6-10]    |
| 26. | 9 settembre 2023 | Istanbul Challenger, Istanbul                  | Cemento       | Aisam-ul-Haq Qureshi     | Luke Johnson Skander Mansouri           | 6(3)-7, 3-6            |
| 27. | 27 gennaio 2024  | BW Open, Ottignies-Louvain-la-Neuve            | Cemento (i)   | Sem Verbeek              | Luke Johnson Skander Mansouri           | 5-7, 3-6               |
| 28. | 24 febbraio 2024 | Tenerife Challenger II, Tenerife               | Cemento       | Sem Verbeek              | Patrik Rikl Petr Nouza                  | 4-6, 6-4, [9-11]       |
| 29. | 11 maggio 2024   | Internazionali d'Abruzzo, Francavilla al Mare  | Terra rossa   | Matwé Middelkoop         | Théo Arribagé Victor Vlad Cornea        | 6(1)-7, 6(7)-7         |

## Risultati in progressione
| Sigla | Risultato               |
| ----- | ----------------------- |
| V     | Vincitore               |
| F     | Finalista               |
| SF    | Semifinalista           |
| O     | Oro olimpico            |
| A     | Argento olimpico        |
| SF    | Bronzo olimpico         |
| QF    | Quarti di Finale        |
| 4T    | Quarto turno            |
| 3T    | Terzo turno             |
| 2T    | Secondo turno           |
| 1T    | Primo turno             |
| RR    | Round Robin             |
| LQ    | Turno di qualificazione |
| A     | Assente                 |
| ND    | Non disputato           |

| Legenda superfici    |
| -------------------- |
| Cemento              |
| Terra battuta        |
| Erba                 |
| Superficie variabile |

### Doppio
| Tornei Grande Slam         |     |               |               |               |               |     |     |     |
| Australian Open, Melbourne | A   | A             | A             | A             | 1T            | A   | A   | 0-1 |
| Open di Francia, Parigi    | A   | A             | 1T            | A             | A             | A   | 1T  | 0-2 |
| Wimbledon, Londra          | Q1  | 1T            | 2T            | 1T            | ND            | 2T  | 1T  | 2-5 |
| US Open, New York          | A   | A             | 1T            | A             | A             | A   | A   | 0-1 |
| Vittorie-Sconfitte         | 0-0 | 0-1           | 1-3           | 0-1           | 0-1           | 1-1 | 0-2 | 2-9 |
| Giochi Olimpici            |     |               |               |               |               |     |     |     |
| Giochi Olimpici            | A   | Non disputati | Non disputati | Non disputati | Non disputati | A   | ND  | 0-0 |
| Vittorie-Sconfitte         | 0-0 | Non disputati | Non disputati | Non disputati | Non disputati | 0-0 | ND  | 0-0 |